# 中国龙队
中国龙队是中華人民共和國歷史上的一支职业冰球队，主场位於哈尔滨市、齐齐哈尔市、上海市三个城市。该队在2007年至2017年期间也是亚洲冰球联赛的球隊之一。2007年，來自哈尔滨和齐齐哈尔的两支冰球球队合併成中国鲨鱼队，該球隊曾經得到国家冰球联盟的聖荷西鯊魚的支持。 2009年聖荷西鯊魚退出时，球队更名为中国龙隊。中国龙隊在2016-17亚洲冰球联赛赛季结束后解散。